# Ardisia lingula
Ardisia lingula är en viveväxtart som beskrevs av Benjamin Clemens Masterman Stone. Ardisia lingula ingår i släktet Ardisia och familjen viveväxter. Inga underarter finns listade i Catalogue of Life.